# Dominique-Jean Larrey

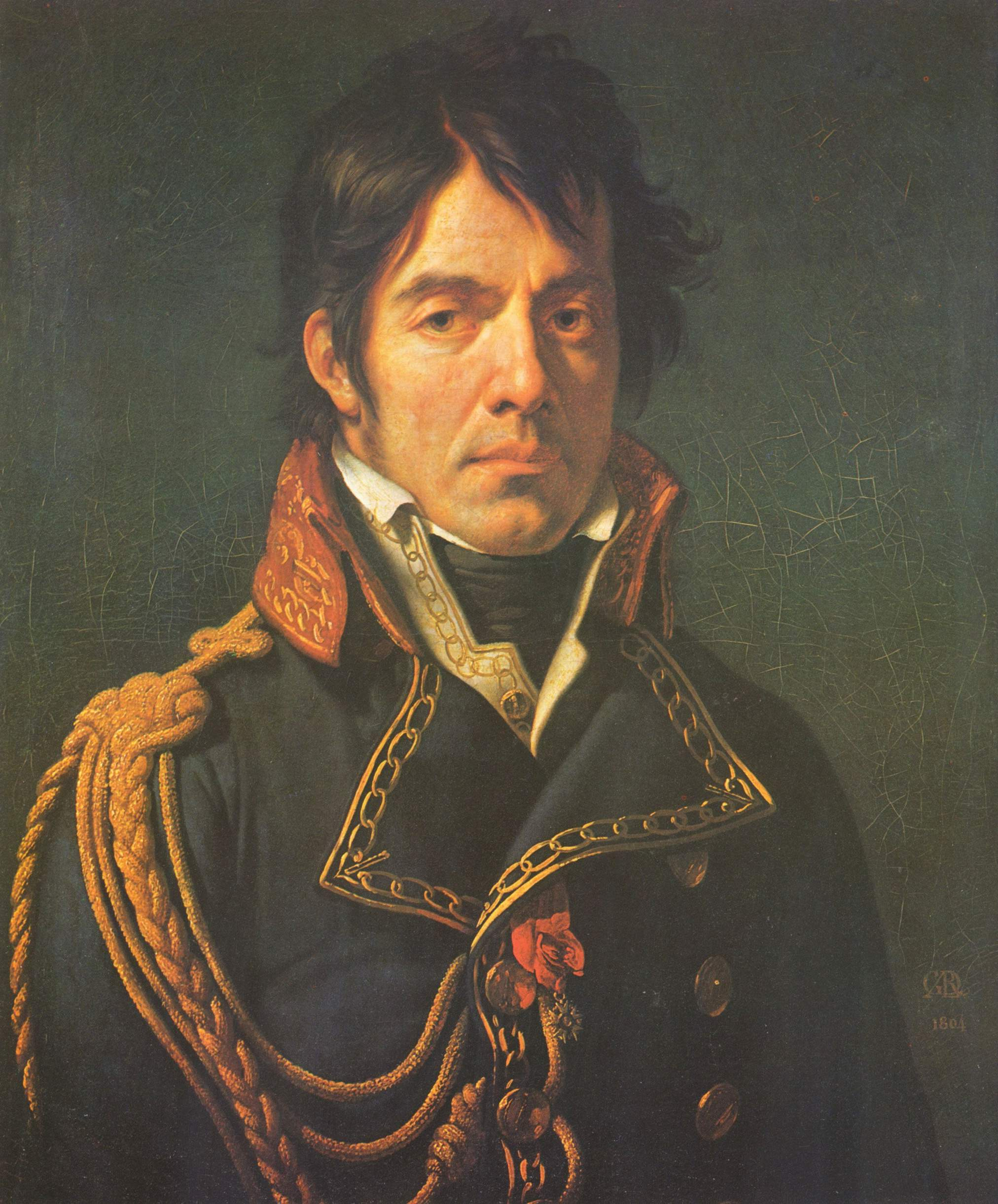
Dominique Jean Larrey – portret Anne-Louis Girodet de Roussy-Trioson

Dominique-Jean Larrey (ur. 8 lipca 1766 w Beaudéan, zm. 25 lipca 1842 w Lyonie) − francuski chirurg; od 1796 roku profesor w szpitalu Val-de-Grâce w Paryżu, pionier medycyny ratunkowej, pomysłodawca procedury triażu. Jako pierwszy wprowadził ambulansy na pole walki.
Służył w armii Napoleona Bonaparte jako jego przyboczny lekarz. Cesarz awansował go do stopnia generała i nadał mu tytuł barona.
W 1812 r. amputował nogę generała Józefa Zajączka. W czasie bitwy pod Borodino przeprowadził 200 amputacji, „wszystkie przy jednej świeczce”.